# Triscenia
Triscenia là một chi thực vật có hoa trong họ Hòa thảo (Poaceae).

## Loài
Chi Triscenia gồm các loài: